# Giorgi Meshvildishvili
Giorgi Meshvildishvili (em azeri: Giorgi Meşvildişvili, em georgiano:  გიორგი მეშვილდიშვილი; 13 de maio de 1992) é um lutador de estilo-livre azeri.

## Carreira
George Meshvildishvili, representando a Geórgia, venceu o Campeonato Europeu de Sumô. Em 2015 Campeonato Europeu de Luta Livre Sub-23, ele ganhou uma medalha de prata no Campeonato Europeu de Luta Livre Sub-23 na Polônia, perdendo na final para Muradin Kushkhov da Rússia. Em 2021, Meshvildishvili venceu o Campeonato Aberto do Azerbaijão. Ele também venceu torneios internacionais em Kiev, Vladikavkaz, Polônia, Armênia e Cazaquistão. O caminho do atleta para os campeonatos mundiais e europeus de luta livre foi frequentemente bloqueado pelo líder da equipe georgiana, o duas vezes medalhista olímpico Geno Petriashvili.
Meshvildishvili fez sua estreia como membro da equipe do Azerbaijão no início de fevereiro em um torneio de classificação na Croácia. Neste torneio em Zagreb, Meshvildishvili chegou à final, onde lutaria com Amir Husein Abbas do Irã, mas não apareceu no tatame por causa de uma lesão. Como resultado, Meshvildishvili sofreu uma derrota técnica e se contentou com a medalha de prata.
Em abril de 2023, ele participou do Campeonato Europeu de Luta Livre de 2023 em Zagreb. Meshvildishvili derrotou Gennady Chudinovich da Alemanha na qualificação, mas perdeu nas quartas de final para Taha Akgul da Turquia. Na medalha de bronze, ele derrotou Abraham Conyedo da Itália.
Ele competiu no Torneio de Qualificação Olímpica de Luta Livre Europeia de 2024 em Baku, Azerbaijão, e conquistou uma vaga para o Azerbaijão nas Olimpíadas de Verão de 2024 em Paris, França. Ele ganhou uma das medalhas de bronze no evento estilo livre masculino de 125 kg nas Olimpíadas.